# Crognaleto
Crognaleto est une commune de la province de Teramo, dans les Abruzzes, en Italie.

## Administration
| Période                                  | Période  | Identité    | Étiquette       | Qualité |
| ---------------------------------------- | -------- | ----------- | --------------- | ------- |
| 28 mai 2002                              | En cours | Pietro Ceci | Centro-Sinistra |         |
| Les données manquantes sont à compléter. |          |             |                 |         |

### Hameaux
Aiello, Alvi, Aprati, Cervaro, Cesacastina, Corvaro, Frattoli, Macchia Vomano, Nerito, Piano Vomano, Poggio Umbricchio, San Giorgio, Santa Croce, Senarica. Tottea, Valle Vaccaro.

#### Crognaleto
- Église de Santa Caterina (XVIe siècle).
- Église de la Madonna della Tibia (située en dehors de l'agglomération et construite comme ex-voto par Bernardo Paolini en 1617). À l'origine, elle jouxtait un gîte pour pèlerins, aujourd'hui en ruine.

#### Aiello
- Église des Santi Silvestro e Rocco (1539-1581, agrandie en 1631).
- Maisons du XVIe siècle.

#### Alvi
- Église de Santa Maria Apparens (1516).
- Église de Santa Maria (connue depuis 1324, reconstruite en 1933).

#### Cervaro
- Église de Sant'Andrea (construite au XIVe siècle, agrandie en 1639, restauré en 1735 et au XIXe siècle), avec un plafond peint du XVIe siècle.
- Vestiges d'anciens moulins dans la vallée du torrent Zincano.

#### Cesacastina
Le nom du hameau qui se trouve à 1 150 m, provient des termes dialectaux « cesa » (« taglia ») et « castina » (« castagni ») (châtaigniers de grande taille).
- Église des Santi Pietro e Paolo (construite en 1696 avec un calice de Bartolomeo da Teramo de 1426).
- Orme monumental à côté de l'église.
- Maisons de Colle Morello, avec des architraves en pierre qui portent la devise et le monogramme des Jésuites.

#### Corvaro
- Palais Nardi di Corvaro (XVIe siècle).

#### Frattoli
Frattoli se trouve à 1 115 m. L'endroit est cité en 1297, à la suite d'un vœu fait à la Vierge. Au XVIIe siècle, Frattoli fait partie du duché d'Atri, appartenant à la famille Acquaviva. Traditionnellement c'est un centre artisanal de la gravure sur bois et de la sculpture de pierre.
- Église de San Giovanni Battista (origines gothiques et portail du XVe siècle dit « le logge »).
- Église de la Madonna del Soccorso, en ruine.
- Église de Sant'Antonio (restaurée au XIXe siècle).

#### Macchia Vomano
- Église de San Silvestro (XVIe siècle).

#### Piano Vomano
Piano Vomano est situé à environ 850 m. Les premières constructions semblent dater du XIIIe siècle : la formation du hameau est peut-être due à l'abandon du village médiéval de Campanea (1526) pour le hameau de Colle del Vento qui, à son tour, est construit sur des fondations pré-romaines, comme l'attestent les restes de murailles.
- Église de San Nicola (construite probablement au XIVe siècle et agrandie en 1774).
- « Quercia Mazzucche » (Chêne pubescent très ancien, de 8 m de diamètre).

#### Poggio Umbricchio
Poggio Umbricchio est le siège d'une ancienne implantation romaine dont des vestiges ont été retrouvés. L'existence du hameau est attesté depuis 1239 sous le nom de « Podio Ymbreccle ». Ce fut le fief des Acquaviva, des Valignano, des Cantelmo et des Orsini, des seigneurs de Poggio Ramonte au XVe siècle et depuis 1506 par les Castiglione di Penne, qui depuis 1710 avaient le titre de marquis de Poggio Umbricchio. Poggio Umbricchio fut commune autonome entre 1806 et 1813.
- Église de Santa Maria Laurentana (avec un portail de 1570).

#### San Giorgio
San Giorgio se trouve à 1 150 m et s'étend sur trois niveaux.
- Église de San Giorgio

Ville ancienne de Rocca Roseto, avec ruines du château.

#### Tottea
Tottea est caractérisée par son grès utilisé pour l'artisanat de la sculpture en pierre.
- Chapelle de Sant'Antonio, avec une statue de 1552.

#### Valle Vaccaro
- Église de Sant'Antonio (restaurée en 1888).

### Communes limitrophes
Amatrice (RI), Campotosto (AQ), Cortino, Fano Adriano, L'Aquila (AQ), Montorio al Vomano.